# Wilhelmsbader Hof
Der Wilhelmsbader Hof ist ein ehemaliges Staatsgut im Gebiet der Stadt Hanau in Hessen und steht heute als Anlage unter Denkmalschutz.

## Geschichte
An der Stelle des Hofes befand sich einst ein Tannenwald auf dem Gebiet der Gemeinde Wachenbuchen. Der Wilhelmsbader Hof wurde spätestens Ende des 18. Jahrhunderts in der Nähe des Staatsparks Wilhelmsbad errichtet, ältere Teile der Anlage datieren auf das Jahr 1781, eine Brauerei und eine Brennerei wurden 1785 errichtet. Zweck der Anlage war es, Kurgästen mit einem sogenannten „Westfälischen Bauernhof“ das Landleben zu vermitteln. Es bestand auch ein Gemüse- und Obstgarten. Mitte des 19. Jahrhunderts erfolgten umfangreiche Neubauten, darunter auch damals moderne Pferdeställe.
Das Gut wurde bis in die 1950er Jahre vom Land zu Versuchszwecken betrieben. Unter privatwirtschaftlicher Führung dient die Anlage bis heute als Ausflugsziel mit Restaurant, Pferdehof und Brauerei.